# Hindbærketon
Hindbærketon, engelsk raspberry ketone, er en aromatisk kemisk forbindelse (en fenol) med formlen 4-(4-Hydroxyphenyl)butan-2-on. Kemisk set ligner hindbærketon både capsaicin og synephrin, der er kendt for deres effekt på lipidmetabolismen (fedtomsætningen), og derfor er hindbærketon blevet den nye slankekur i 2013 - dog uden nogen klinisk evidens. 
Hindbærketon er en væsentlig del af hindbærduften. Ca. 250 andre stoffer indgår i den samlede aroma. Stoffet forekommer naturligt i hindbær, brombær og tranebær og anvendes i parfumer og kosmetik.